# 마취법
마취법(痲醉法)과 근대 마취제는 가스 화학의 발전에 힘입은 바가 크다.
1840년대에는 소기(笑氣: 아산화질소)·에테르와 같은 가스를 맡아서 무감각 상태에 빠진다는 이상한 현상이 전시적인 가치를 지녀, 순회 통속 강연이 유행했다. 
이것이 힌트가 되어 미국의 롱(C. Long, 1815-1878)은 경부(頸部)의 낭(囊)적출 수술에 에테르 마취(1842)를, 웰스(H. Wells, 1815-1848)는 발치(拔齒)에 소기(笑氣) 마취를, 다시 그의 동료 모튼(T. Morton, 1819-1868)은 에테르 마취를 발취와 좌측 두부 종양(腫瘍)적출 수술에 응용(1846)했다. 
이 보고가 전 세계에 발표되고, 유럽에서도 이를 시험하게 되어 외과 수술에 정착했다. 그리고 1847년, 영국의 심슨(J. Y. Simpson, 1811-1870)은 에테르 대신에 클로로포름을 무통 분만에 응용, 클로로포름 마취에 앞장섰으나 무통분만을 둘러싸고 성경의 가르침과의 관련성으로 종교상의 논의를 야기시켰던 것도 마취법 초창기의 에피소드이다.